# Centre d'émission de Juliers
Le Centre d’émission de Juliers (Kurzwellenzentrum Jülich) a été de 1956 à 2010 un centre de radiodiffusion en ondes courtes et moyennes situé entre les villages de Juliers et Mersch, en Rhénanie-du-Nord-Westphalie (Allemagne).

## Les débuts
En 1956 le Westdeutscher Rundfunk construit à Merscher Höhe le premier poste émetteur radio en ondes courtes. Les années suivantes, la station d’émission s'agrandit. Quand, au début de septembre 1961, la radio Deutsche Welle est créée, la gestion de la station d’émission a été confiée à la Deutsche Bundespost. Pour la diffusion des programmes radio de Deutsche Welle, dix émetteurs de 100 kW chacun avaient été installés, avec des rideaux d’antennes pendus entre 34 pylônes en acier ayant jusqu'à 103 m de hauteur. Au fil du temps, ces émetteurs ont aussi été utilisés par des radios étrangères.

## Histoire

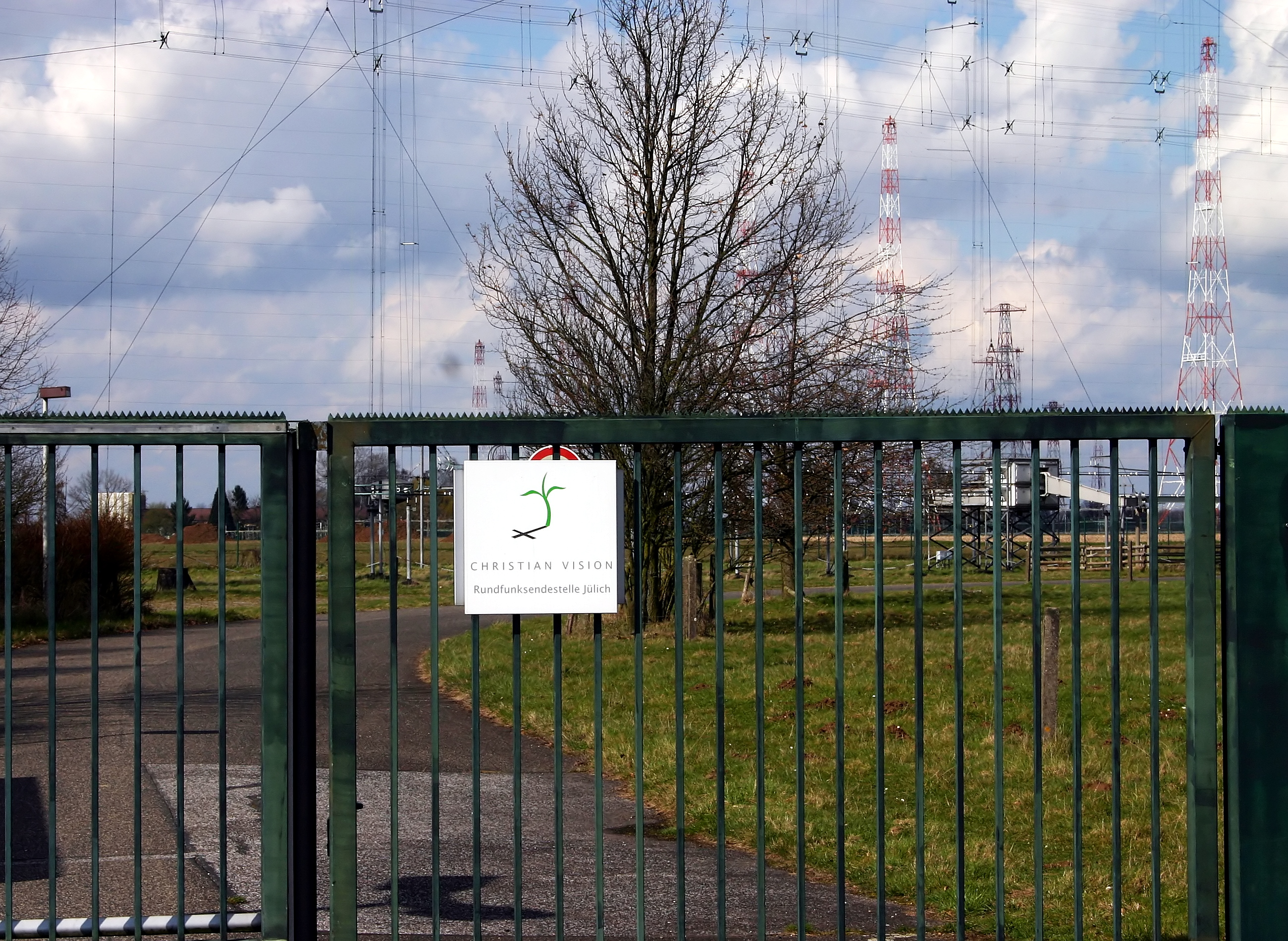
Site émission radio de Juliers, en 2009.

Dans les années 1990 a été ajouté un émetteur en ondes moyennes. Son antenne était un long fil, monté en haut d'un des pylônes, près du bâtiment des émetteurs. L’émetteur était prévu pour la radio privée Viva, à la fréquence de 702 kHz. 
Radio Viva n’a finalement jamais émis de cet endroit ; en même temps, en 1996, la radio Deutsche Welle s'est retirée du site de Juliers pour émettre depuis les sites de Wertachtal et de Nauen.
De décembre 2004 jusqu'à fin mai 2008, l’émetteur en ondes moyennes a été utilisé par la radio Truckradio, sur 702 kHz. En 2006, le multimillionnaire Robert Edmiston (en), de West Bromwich (Angleterre) achetait le site. Ce vendeur de voitures, connu comme défenseur du créationnisme et fondateur de Christian Vision, avait déjà acheté en 2000 un centre d'émission à Darwin (Territoire du Nord, Australie). Le premier janvier 2008, T-Systems donnait la gestion du site à Christian Vision. Les émissions cessèrent finalement le 24 octobre 2009.

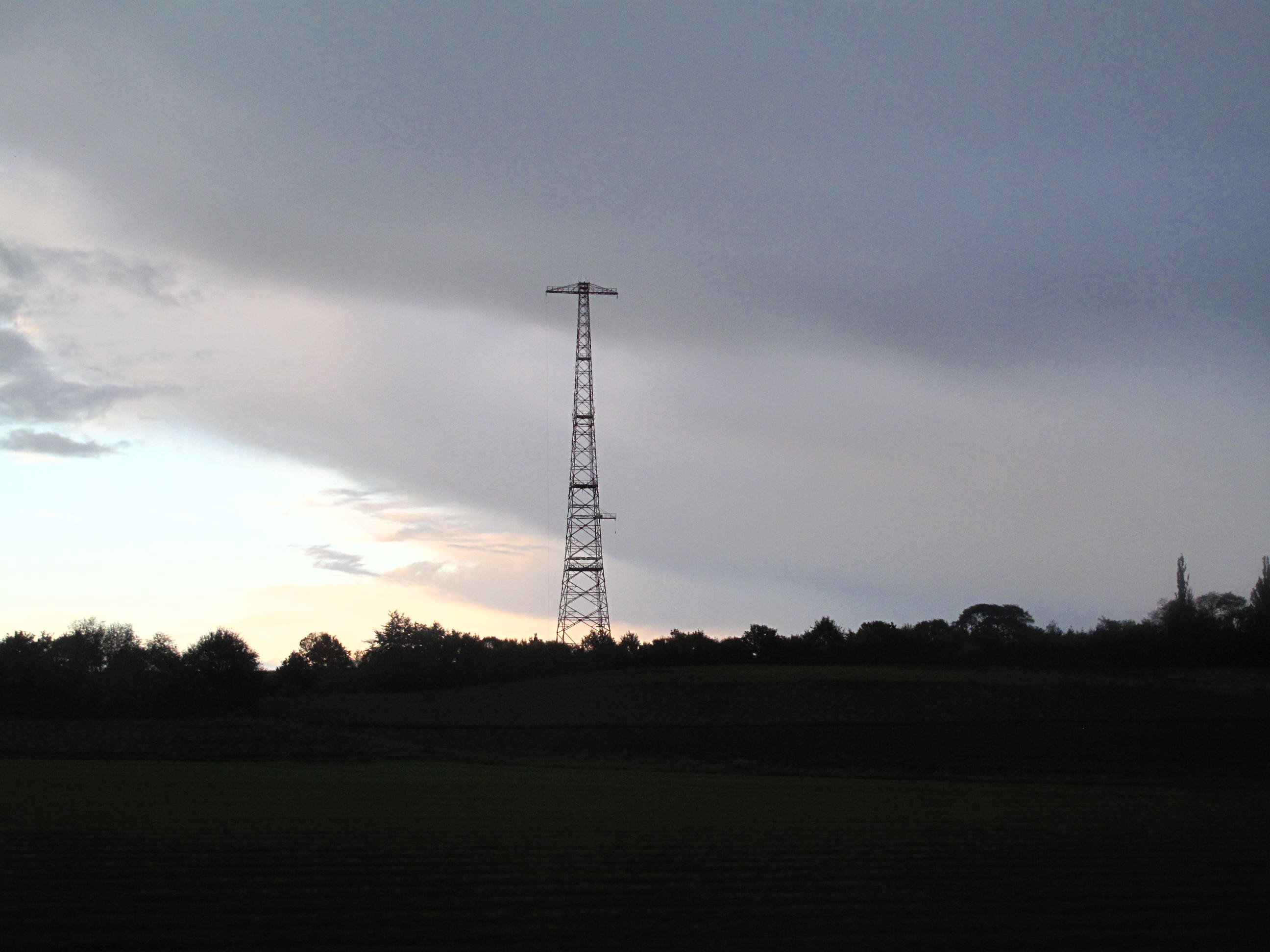
Le dernier pilier du site, en octobre 2010.

## Le démantèlement
Le 21 septembre 2010, 32 des 34 pylônes du site ont été détruits. 
À l'origine on voulait conserver deux des pylônes comme monuments techniques, mais le 8 novembre 2010 ils ont finalement été mis à la ferraille, parce qu’il aurait été trop cher de les conserver.
Aujourd’hui (2010), le site appartient à une entreprise qui veut y installer un terrain de camping, un hôtel et un parc de loisirs,.